# ساعت ۲۵ شب
ساعت ۲۵ شب آلبومی از رضا یزدانی است که در مهر ماه سال ۱۳۸۹ توسط تصویر دنیای هنر منتشر شد. کار آهنگسازی این آلبوم بر عهدهٔ خود رضا یزدانی و «فرزین قره گزلو» بوده ولی این بار تنظیم بیشتر قطعات را «بهروز پایگان» انجام داده است. حامد بهداد نیز به عنوان خوانندهٔ میهمان در قطعه میعادگاه حضور دارد.
ژانر آلبوم در کل راک است و فضای آهنگ‌ها و شعرها درون مایهٔ اعتراضی و اجتماعی دارد ولی همانند آلبوم‌های دیگر این خواننده قطعات احساسی و نوستالژیک نیز در این آلبوم به چشم می‌خورد.
پس از دو آلبوم پرنده بی پرنده و هیس که اشعار آن مطلقاً از یغما گلرویی بود این آلبوم اولین اثرِ رضا یزدانی است که از اشعار ترانه سرایان متفاوت در آن استفاده شده است، البته ۴ ترانه از یغما گلرویی در این آلبوم وجود دارد.

## فهرست ترانه‌ها
مدت آهنگ‌ها از بییپ تونز بدست آمده‌است.
موسیقی همهٔ ترانه‌ها توسط رضا یزدانی، بجز آنهایی که اشاره شده‌است ساخته شده‌است.
| شماره      | نام                                               | سراینده        | مدت   |
| ---------- | ------------------------------------------------- | -------------- | ----- |
| ۱.         | «میعادگاه» (با همکاری حامد بهداد)                 | علی کمارجی     | ۵:۱۴  |
| ۲.         | «اتاق یخ زده»                                     | آرمین ابراهیمی | ۴:۱۳  |
| ۳.         | «کوچه ملی» (آهنگساز و تنظیم کننده فرزین قره گزلو) | یغما گلرویی    | ۴:۴۳  |
| ۴.         | «ساعت ۲۵ شب»                                      | پدیده نیشابوری | ۴:۳۳  |
| ۵.         | «حس تاریخ»                                        | یغما گلرویی    | ۵:۲۰  |
| ۶.         | «کی فکرشو می‌کرد؟»                                 | یغما گلرویی    | ۳:۲۷  |
| ۷.         | «پیکان» (آهنگساز و تنظیم کننده فرزین قره گزلو)    | یغما گلرویی    | ۳:۵۹  |
| ۸.         | «ترسو‌ترین مسافر»                                  | حمید زاهدزاده  | ۵:۰۸  |
| ۹.         | «هفت شنبه‌های بیمار»                               | حمید زاهدزاده  | ۵:۳۱  |
| ۱۰.        | «مشق خواستن»                                      | سیاوش میرزایی  | ۳:۵۵  |
| ۱۱.        | «داغ»                                             | مرتضی امیری    | ۴:۴۶  |
| مجموع مدت: | مجموع مدت:                                        | مجموع مدت:     | ۵۰:۴۹ |